# Faleria 2000 Basket
L'Associazione Sportiva Dilettantistica Faleria 2000 Basket è stata la principale società di pallacanestro femminile di Porto Sant'Elpidio e, in seguito, di Porto San Giorgio (provincia di Fermo). Ha disputato la Serie A2.
Giocava al PalaSport di Porto San Giorgio.

## Storia
Ha giocato in Serie B d'Eccellenza dal 2005 al 2007, quando, è stata ripescata in Serie A2 dopo la sconfitta ai play-off contro la Caffè Mokambo Chieti.
Dalla stagione 2008-09 cambia impianto di gioco, trasferendosi da Porto Sant'Elpidio a Porto San Giorgio e muta denominazione in Gruppo Sistemi 2000 Porto San Giorgio.